# Val Kilmer
Val Edward Kilmer (31 tháng 12 năm 1959 – 1 tháng 4 năm 2025) là một cố diễn viên người Mỹ. Xuất thân là một diễn viên sân khấu, Kilmer trở nên nổi tiếng vào giữa những năm 1980 sau một chuỗi các bộ phim hài, bắt đầu với Top Secret! (1984), sau đó là Real Genius (1985), cũng như bộ phim hành động quân sự Top Gun (1986), bộ phim tưởng tượng Willow (1988), và Doc Holliday trong Tombstone (1993).
Một số vai diễn đáng chú ý khác của ông bao gồm The Doors (1991), True Romance (1993), Heat (1995), Batman Forever (1995), The Saint (1997), Hoàng tử Ai Cập (1998), Red Planet (2000), The Salton Sea (2002), Déjà Vu (2006), MacGruber (2010) và Phi công siêu đẳng Maverick (2022).

## Tiểu sử
Kilmer sinh ngày 31 tháng 12 năm 1959, ở Los Angeles, con trai của Gladys Swanette (nhũ danh Ekstadt) và Eugene Dorris Kilmer, một nhà phân phối thiết bị hàng không vũ trụ và nhà phát triển bất động sản. Mẹ ông là người gốc Thụy Điển. Tổ tiên của cha ông bao gồm Scotland, Ireland, Pháp và Đức. Cha mẹ ông ly hôn năm 1968 khi ông 8 tuổi. Ông của Kilmer là một thợ mỏ vàng ở New Mexico, gần biên giới với Arizona. Năm 1977, em trai của Kilmer, Wesley, bị chết đuối trong hồ bơi lúc 15 tuổi. Cha của họ qua đời năm 1993.
Kilmer đã theo học trường Berkeley Hall, một trường Khoa học Thiên chúa giáo ở Los Angeles, cho đến lớp chín. Ông đã tham dự Chatsworth High School với Kevin Spacey và Mare Winningham, và cũng đã tham dự Hollywood Professional School. Ông trở thành người trẻ nhất vào thời điểm đó để được nhận vào Khoa Kịch nghệ của trường Juilliard.

## Cuộc sống cá nhân
Kilmer đã kết hôn với nữ diễn viên Joanne Whalley từ tháng 3 năm 1988 đến tháng 2 năm 1996. Hai người gặp nhau trong khi làm việc cùng nhau trên phim Willow. Cặp đôi này có hai con: một con gái, Mercedes (sinh ngày 29 tháng 10 năm 1991), và một đứa con trai, Jack (sinh ngày 6 tháng 6 năm 1995).

### Vấn đề sức khoẻ
Tờ The Hollywood Reporter đã nói rằng ông có một "trận chiến hai năm với bệnh ung thư vòm họng và một phương cách trên khí quản của ông đã giảm giọng nói của mình thành một tiếng rít và khiến ông bị hụt hơi."

## Phim ảnh
| Năm  | Tiêu đề bộ phim                          | Thủ vai                       | Ghi chú |
| ---- | ---------------------------------------- | ----------------------------- | --- |
| 1984 | Top Secret!                              | Nick Rivers                   | |
| 1985 | Real Genius                              | Chris Knight                  | |
| 1986 | Top Gun                                  | Lt. Tom "Iceman" Kazanski     | |
| 1988 | Willow                                   | Madmartigan                   | |
| 1989 | Kill Me Again                            | Jack Andrews                  | |
| 1991 | The Doors                                | Jim Morrison                  | Đề cử – Chicago Film Critics Association Award for Best Actor Đề cử – MTV Movie Award for Best Actor in a Movie |
| 1992 | Thunderheart                             | Ray Levoi                     | |
| 1993 | The Real McCoy                           | JT Barker                     | |
| 1993 | Tombstone                                | Doc Holliday                  | Đề cử – MTV Movie Award for Best Actor in a Movie Đề cử – MTV Movie Award for Most Desirable Male               |
| 1993 | True Romance                             | Elvis Presley                 | |
| 1995 | Batman Forever                           | Bruce Wayne / Người Dơi       | Thay thế Michael Keaton Đề cử – MTV Movie Award for Most Desirable Male                                         |
| 1995 | Heat                                     | Chris Shiherlis               | Đề cử – Saturn Award for Best Supporting Actor Đề cử – MTV Movie Award for Most Desirable Male                  |
| 1995 | Wings of Courage                         | Jean Mermoz                   | |
| 1996 | The Island of Dr Moreau                  | Montgomery                    | |
| 1996 | The Ghost and the Darkness               | Col. John Henry Patterson     | |
| 1996 | Dead Girl                                | Dr. Dark                      | |
| 1997 | The Saint                                | Simon Templar                 | |
| 1998 | The Prince of Egypt                      | Moses / God                   | Lồng tiếng |
| 1999 | At First Sight                           | Virgil "Virg" Adamson         | |
| 1999 | Joe the King                             | Bob Henry                     | |
| 2000 | Pollock                                  | Willem de Kooning             | |
| 2000 | Red Planet                               | Robby Gallagher               | |
| 2002 | The Salton Sea                           | Danny Parker/Tom Van Allen    | |
| 2002 | Hard Cash                                | FBI Agent Mark C. Cornell     | Direct-to-video                                                                                                 |
| 2003 | Wonderland                               | John Holmes                   | |
| 2003 | The Missing                              | Lt. Jim Ducharme              | |
| 2003 | Blind Horizon                            | Frank Kavanaugh               | |
| 2003 | Masked and Anonymous                     | Animal Wrangler               | |
| 2004 | Spartan                                  | Robert Scott                  | |
| 2004 | Stateside                                | Staff Sergeant Skeer          | |
| 2004 | Alexander                                | Philip II of Macedon          | |
| 2004 | George and the Dragon                    | El Cabillo                    | Uncredited |
| 2005 | Mindhunters                              | Jake Harris                   | Direct-to-video                                                                                                 |
| 2005 | Kiss Kiss Bang Bang                      | Perry Van Shrike/"Gay Perry"  | Satellite Award for Best Supporting Actor – Motion Picture Đề cử – Saturn Award for Best Supporting Actor       |
| 2006 | Summer Love                              | The wanted man                | Direct-to-video                                                                                                 |
| 2006 | Moscow Zero                              | Andrey                        | Direct-to-video                                                                                                 |
| 2006 | 10th & Wolf                              | Murtha                        | Direct-to-video                                                                                                 |
| 2006 | Played                                   | Dillon                        | Direct-to-video                                                                                                 |
| 2006 | Déjà Vu                                  | Agent Andrew Pryzwarra        | |
| 2006 | The Ten Commandments: The Musical        | Moses                         | |
| 2007 | Have Dreams, Will Travel                 | Henderson                     | |
| 2008 | Conspiracy                               | MacPherson                    | Direct-to-video                                                                                                 |
| 2008 | Felon                                    | John Smith                    | Direct-to-video                                                                                                 |
| 2008 | Delgo                                    | Bogardus                      | Voice |
| 2008 | 2:22                                     | Maz                           | Direct-to-video                                                                                                 |
| 2008 | Columbus Day                             | John                          | Đồng thời là nhà sản xuất                                                                                       |
| 2008 | The Love Guru                            | Himself                       | Uncredited |
| 2009 | The Chaos Experiment                     | James Pettis                  | Direct-to-video                                                                                                 |
| 2009 | Streets of Blood                         | Detective Andy Devereaux      | Direct-to-video                                                                                                 |
| 2009 | American Cowslip                         | Todd Inglebrink               | |
| 2009 | The Thaw                                 | Dr. David Kruipen             | Direct-to-video                                                                                                 |
| 2009 | Bad Lieutenant: Port of Call New Orleans | Det. Stevie Pruit             | |
| 2009 | Hardwired                                | Virgil                        | Direct-to-video                                                                                                 |
| 2009 | Double Identity                          | Dr. Nicholas Pinter           | Direct-to-video                                                                                                 |
| 2010 | The Traveler                             | The Stranger/Mr. Nobody       | Direct-to-video                                                                                                 |
| 2010 | Bloodworth                               | Warren Bloodworth             | |
| 2010 | MacGruber                                | Dieter Von Cunth              | |
| 2010 | Gun                                      | Angel                         | Direct-to-video                                                                                                 |
| 2011 | Kill the Irishman                        | Joe Manditski                 | |
| 2011 | Blood Out                                | Arturo                        | Direct-to-video                                                                                                 |
| 2011 | 5 Days of War                            | Dutch journalist              | |
| 2011 | Twixt                                    | Hall Baltimore                | |
| 2012 | Riddle                                   | Sheriff Richards              | Direct-to-video                                                                                                 |
| 2012 | Seven Below                              | McCormick                     | Direct-to-video                                                                                                 |
| 2012 | Wyatt Earp's Revenge                     | Wyatt Earp                    | Direct-to-video                                                                                                 |
| 2012 | The Fourth Dimension                     | Hector                        | |
| 2012 | Breathless                               | Dale                          | Direct-to-video                                                                                                 |
| 2013 | Planes                                   | Bravo                         | Lồng tiếng |
| 2013 | Standing Up                              | Hofstadder                    | |
| 2013 | Palo Alto                                | Stewart                       | |
| 2014 | Tom Sawyer & Huckleberry Finn            | Mark Twain                    | |
| 2017 | Song to Song                             | Duane                         | |
| 2017 | The Snowman                              | Gert Rafto                    | |
| 2022 | Top Gun: Maverick                        | Admiral Tom "Iceman" Kazansky | |